# Peter Kočjaž
Peter Kočjaž', slovenski kolesar in jadralec, * 5. november 1980, Novo mesto.

## Življenje in delo
Leta 1990 je začel svojo kolesarsko pot v Kolesarskem klubu Krka, svojo kariero je končal konec leta 2000. Takrat je prevzel mesto serviserja v klubu in istočasno deloval za slovensko reprezentanco do leta 2004. 
Leta 2015 je zmagal na izboru za naziv »Skiper leta 2015«. Skiper leta je posebno priznanje za posameznike, ki so v navtičnem svetu izjemno pomembni za varno in zabavno plovbo in njihove napore običajno spregledamo.
4. septembra 2021 se je podal iz Portoroža na pot okoli sveta s svojo jadrnico Timy. Skupaj s partnerko Natalijo Ogrinc sta se po preplutih 30.000 navtičnih miljah vrnila 29. junija 2024.